# 稲村徹元
稲村 徹元（いなむら てつげん（てつもと）、1928年 - ）は、日本の書誌学者。

## 来歴
宮城県仙台市で石川安吉の三男として生まれる。初名は清。1929年、叔父の稲村坦元の養子となり、埼玉県浦和市で育つ。駒澤大学高等師範史学科卒業。大学在学中の1946年から書物展望社に通い、斎藤昌三や「火金会」の人々と交流をもった。
1948年に国会図書館の司書となり、1990年まで勤務。国会図書館の最初の館員で、戦後の書誌学を推進した。その後、埼玉純真短期大学教授に就任。

## 著書

### 単著
- 『印刷カード業務改善の諸問題 : 他の書誌サービス，特に「納本週報」との関係にふれつつ （国立国会図書館と書誌活動）』国立国会図書館〈図書館研究シリーズ. 3〉、1960年。
- 『国立国会図書館に関する文献目録 1948-1958』稲村徹元、1962年。
- 「稲村坦元略年譜及業績年表」稲村徹元、1964
- 『夏目漱石文献目録剳記 : 書誌の評価・試論』国立国会図書館〈図書館研究シリーズ. 9〉、1965年。
- 『戦前期における参考事務のあゆみと帝国図書館 : 資料紹介「読書相談ノ近況」(昭和十年六月帝国図書館)』国立国会図書館〈参考書誌研究（3）〉、1971年。
- 『「海外新聞」の関与者本間潜蔵（本間清雄）伝覚え書』国立国会図書館〈参考書誌研究（6）〉、1972年。
- 『索引の話』日本図書館協会、1977年。
- 『国立国会図書館展示会目録集覧. 付上野図書館展覧会目録年表(稿)』国立国会図書館、1985年。
- 『探訪記 フィリッピン大学アジアセソター』国立国会図書館、1985年。
- 『「落穂拾い」の余話』国立国会図書館、1986年。
- 『「真理がわれらを自由にする」文献考』国立国会図書館、1989年。
- 『新出資料による『図書館管理法』原型の考察 : 「学校書籍館管理一班」未定稿の成立と東京図書館』国立国会図書館、1990年。
- 『書物の趣味 第4巻 (書誌書目シリーズ ; 28)』ゆまに書房〈7巻〉、1990年。
- 『武蔵における社寺と古文化 - 稲村坦元論文集』さきたま出版会、1999年。

### 共著・雑誌
- 小田泰正、伊藤松彦『逐次刊行物の移転 （新庁舎の完成と移転）』国立国会図書館〈図書館研究シリーズ. 6〉、1962年。
- 朝倉治彦『明治世相編年辞典』東京堂出版、1965年。
- 佐久間信子『「小冊子」問題の20年 : 国立国会図書館における経緯と関係資料解説』国立国会図書館、1968年。
- 井門寛、丸山信『大正過去帳 : 物故人名辞典』東京美術、1973年。
- 『石川県勧業博物館「勧業諸報標目」考』弥吉光長先生喜寿記念会〈図書館と出版文化 弥吉光長先生喜寿記念論文集〉、1977年、19 - 34頁。
- 「漱石本の形成と橋口五葉 : ブックデザインにおける著者の役割」『出版研究』第7巻、日本出版学会、1976年11月5日、86 - 108頁。
- 「明治・大正・昭和前期雑誌記事索引集成」石山洋、大久保久雄、宮地幹夫、皓星社、1994-95年
- 朝倉治彦『明治世相編年辞典 : 新装版』東京堂出版、1995年。

### 編著
- 『年譜（稻村徹元 編 / 410～ ）、參考文獻（稻村徹元・山口美代子編 / 421～ ）』筑摩書房〈明治文学全集 第42 徳富蘆花集〉、1966年。
- 森崎富貴子、山口美代子 共 編『明治記録文学年表』筑摩書房〈明治文学全集 第96〉、1967年、413 - 431頁。
- 佃実夫共編『辞典の辞典』文和書房、1975年。
- 『斎藤昌三著編書年譜』八潮書店〈斎藤昌三著作集 第5巻 書物随筆3〉、1981年、292 - 307頁。
- さいたま土屋会 編『名族・土屋氏 : その系譜と事績』さきたま出版会、1999年12月。ISBN 4-87891-350-9。

### 監修・解説・あとがき
- 田中菊雄『現代読書法』（稲村徹元 補訂あとがき、紀田順一郎 解説、蟹江征治 装幀）講談社学術文庫、1987年。
- 「図書館学関係文献目録集成 - 戦後編（1945～1969）」全4巻、金沢文圃閣、2002.2、ISBN 4907789076[5]
  - 『図書館学関係文献目録集成』 戦後編(1945-1969) 第1巻、金沢文圃閣〈文圃文献類従 ; 3-1〉、2002年。
  - 『図書館学関係文献目録集成』 戦後編(1945-1969) 第2巻、金沢文圃閣〈文圃文献類従 ; 3-2〉、2001年。
  - 『図書館学関係文献目録集成』 戦後編(1945-1969) 第3巻、金沢文圃閣〈文圃文献類従 ; 3-3〉、2001年。
  - 『図書館学関係文献目録集成』 戦後編(1945-1969) 第4巻、金沢文圃閣〈文圃文献類従 ; 3-4〉、2002年。
- 近代作家追悼文集成、ゆまに書房
  - 1「正岡子規・尾崎紅葉」1987
  - 2「原抱一庵・落合直文・斎藤緑雨・綱島梁川」1987
  - 3「三木竹二 ; 川上眉山 ; 国木田独歩 ; 二葉亭四迷」1987
  - 4「伊藤左千夫 ; 長塚節」1987
  - 5「夏目漱石」1987
  - 6「島村抱月 ; 大須賀乙字」1987
  - 7「森鴎外」1987
  - 8「有島武郎」1987
  - 9「厨川白村 ; 木下利玄 ; 山村暮鳥」1987
  - 10「島木赤彦」1987
  - 11「芥川龍之介 ; 徳富蘆花 ; 古泉千樫」1987
  - 12「若山牧水」1987
  - 13「小山内薫」1987
  - 14「内田魯庵 ; 内村鑑三」1987
  - 15「巌谷小波 ; 中村憲吉」1987
  - 16「竹久夢二 ; 坪内逍遥」1987
  - 17「鈴木三重吉 ; 河東碧梧桐」1987
  - 18「上田万年 ; 岡本かの子 ; 北原白秋 ; 島崎藤村 ; 泉鏡花」1987
  - 19「上田敏 ; 岩野泡鳴」1987
  - 20「滝田樗陰 ; 内藤鳴雪」1992
  - 21「芳賀矢一」1992
  - 22「葛西善蔵 ; 岸田劉生 ; 生田春月 ; 梶井基次郎」1992
  - 23「小林多喜二 ; 直木三十五 ; 土田杏村」1992
  - 24「与謝野鉄幹」1992
  - 25「寺田寅彦」1992
  - 26「牧野信一 ; 中原中也 ; 岡本綺堂」1992
  - 27「戸川秋骨 ; 水上滝太郎」1992
  - 28「吉江喬松 ; 馬場孤蝶」1992
  - 29「萩原朔太郎 ; 與謝野晶子 ; 徳田秋声」1992

### 解説
- 中根粛治 『日本印書考、芸軒清話、支那書史學稿』（稲村徹元 解説）青裳堂書店〈日本書誌学大系20〉、1982年。

### 論文・記事等
- CiNii>稲村徹元

### 関連書
- 南陀楼綾繁 著「蒐める人  情熱と執着のゆくえ」皓星社、2018.8（稲村徹元、串間努ら7人に行った2001～2004年のインタビューを収録）[6]